# Исэ-катагами

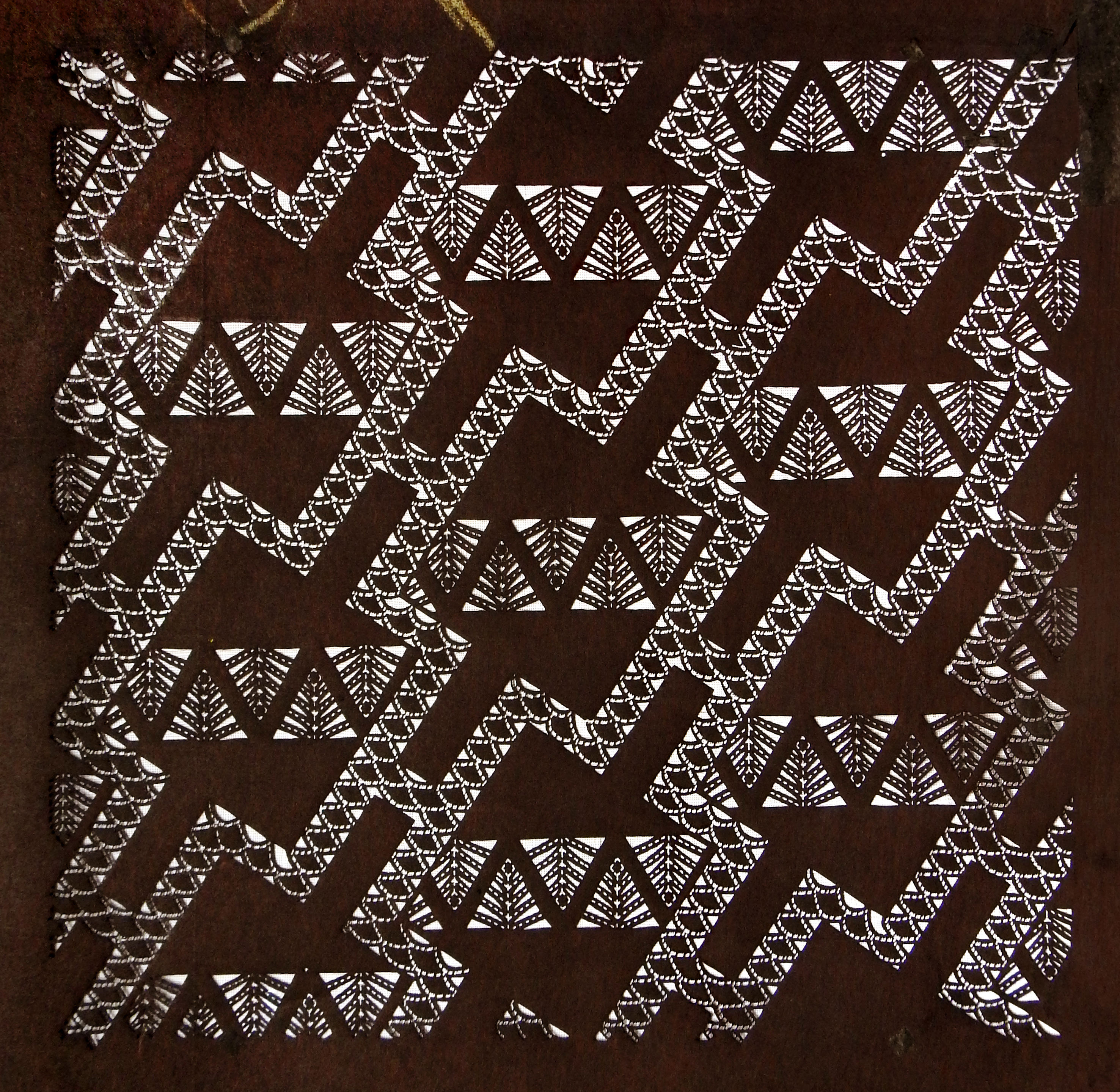
Геометрический орнамент, 1900-е годы, 52 × 44 см

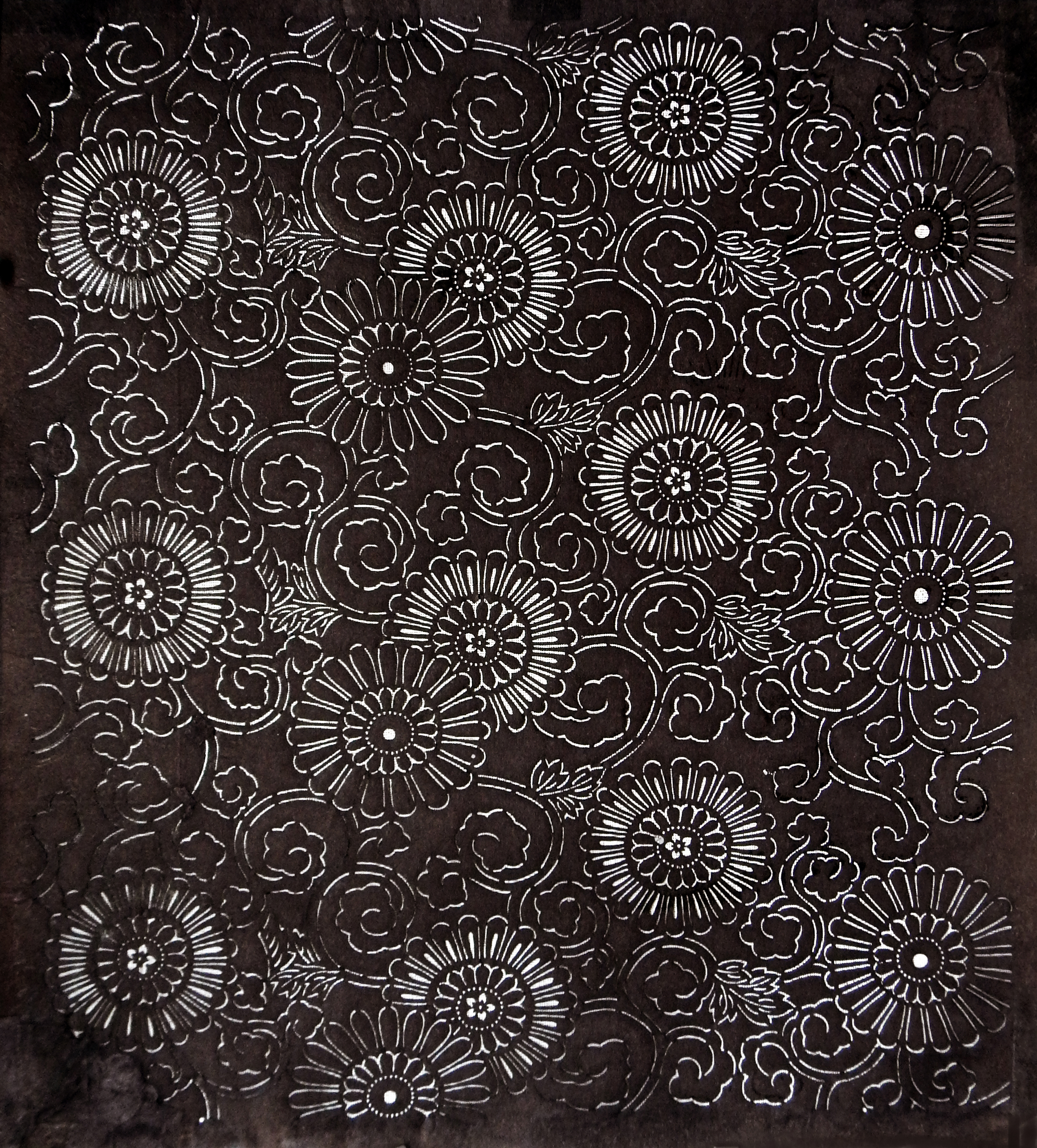
Растительный орнамент, 1900-е годы, 47 × 44 см

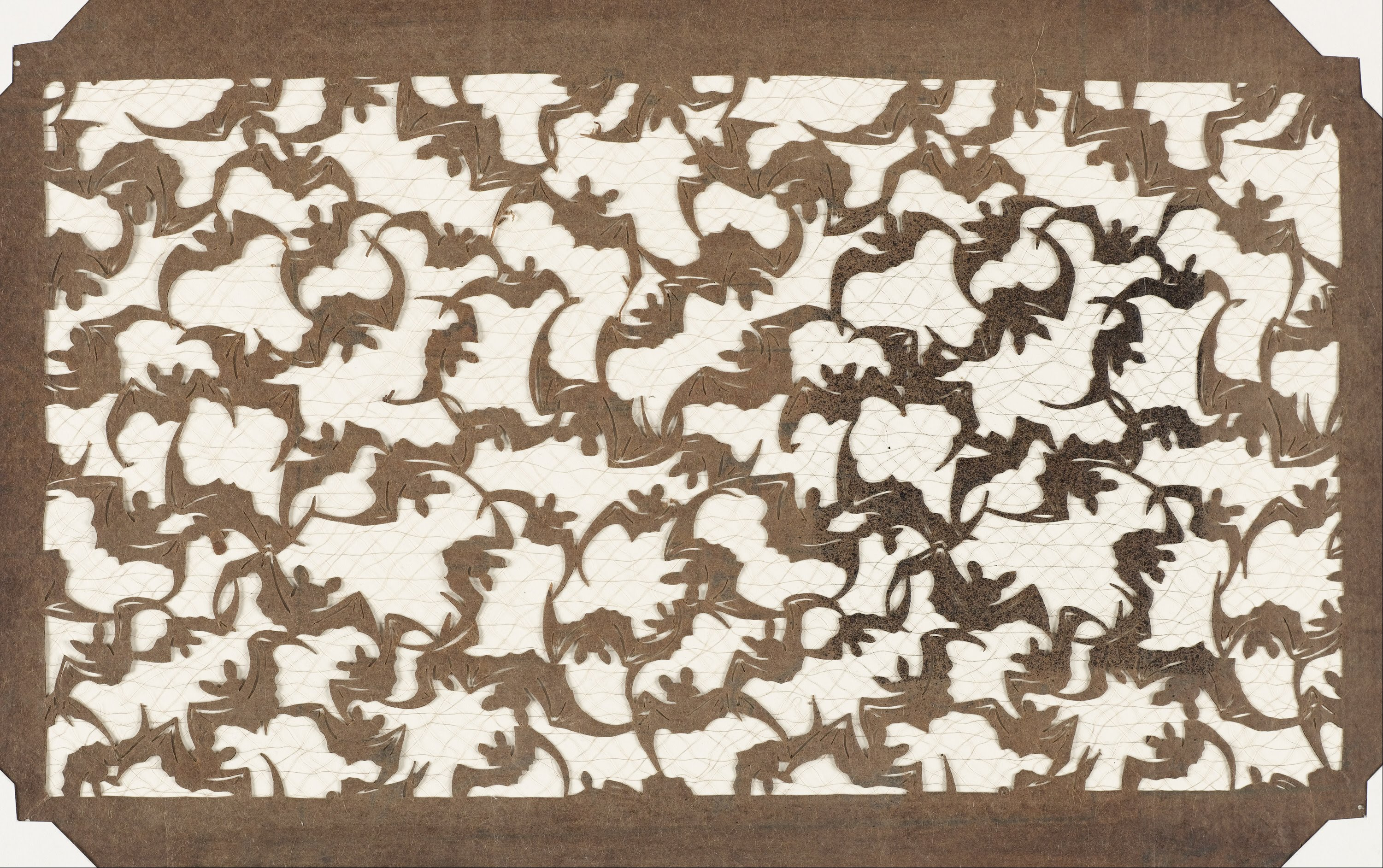
Орнамент с летучими мышами, 1780—1830-е годы

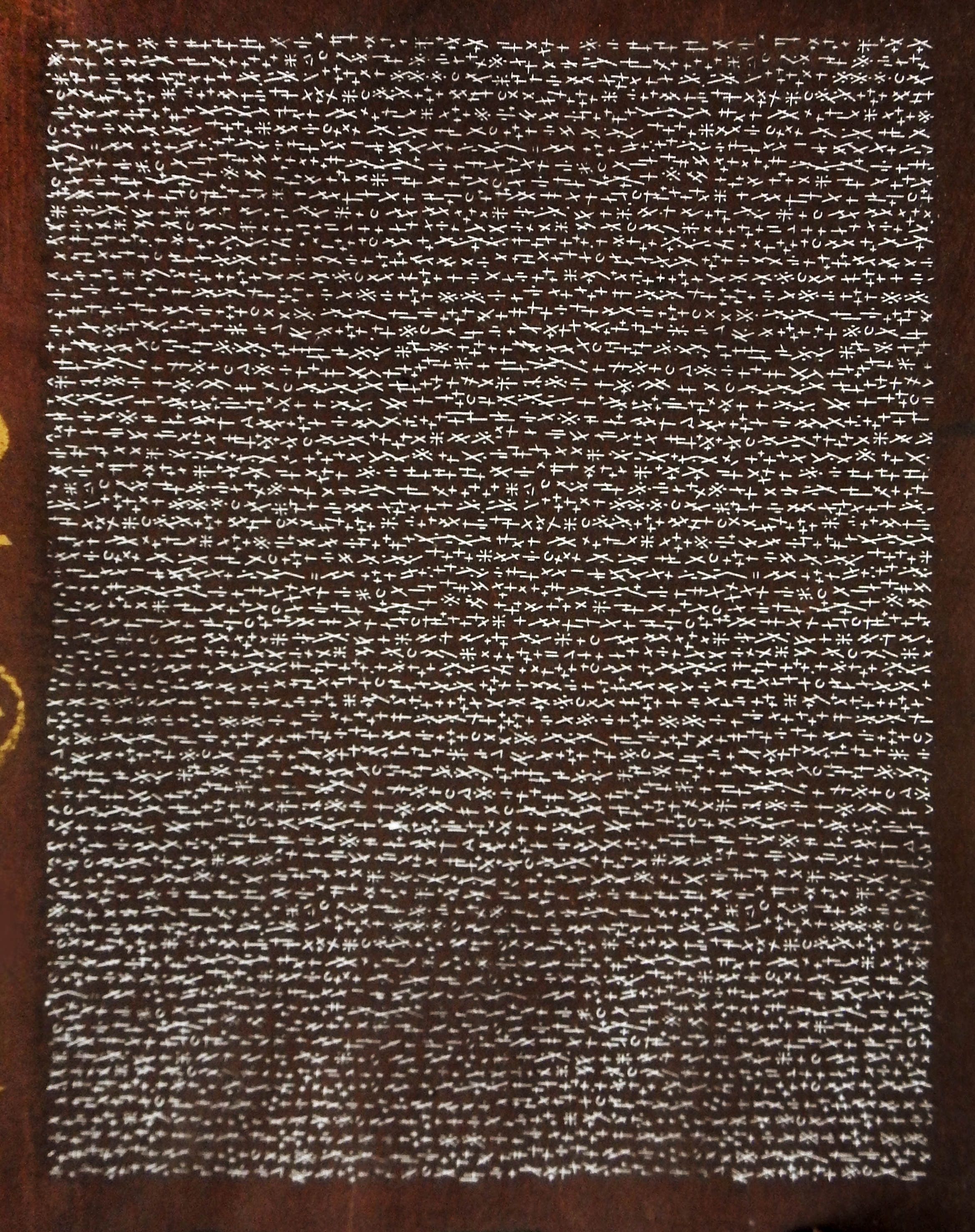
Орнамент как текст, 1900-е годы, 51 × 44 см

Исэ-катагами (яп. 伊勢型紙), или катагами, — японское прикладное искусство изготовления бумажных трафаретов для окрашивания тканей. Является одним из нематериальных культурных ценностей Японии. Искусство традиционно сосредоточено в городе Судзука в префектуре Миэ.

## Техника
Трафареты делают из нескольких слоёв тонкой бумаги васи, скреплённых клеем, добываемым из хурмы, что придаёт бумаге пластичность и прочность, а также насыщенный красновато-коричневый оттенок. Конструкции трафаретов могут быть чрезвычайно сложными и, следовательно, хрупкими. Такие произведения часто продаются как объекты искусства; иногда они прикрепляются к веерам или используются для украшения ширм и дверей в японских домах. Для производства кимоно трафареты фиксируют на тончайшей шёлковой сетке. Раньше вместо шёлка использовались человеческие или конские волосы, но шёлк удобнее в использовании, он меньше деформируется и может быть значительно тоньше.

## История
Использование трафаретов было известно ещё в период Нара, о чём свидетельствуют предметы, хранящиеся в Сёсоине (710—794). При этом активно развиваться технология начала в период Муромати (1337—1573), достигнув своего пика в период Эдо (1600—1867). Поздние вырезные бумажные трафареты широко использовались для декорирования кимоно.
Они известны под названием исэ-катагами, поскольку города провинции Исэ, ныне префектура Миэ, были историческими центрами этого ремесла. Скорее всего, эта техника была заимствована из Китая и адаптирована к местным традициям, как это произошло с ксилографией, керамикой и искусством бонсай.
Роль стабилизатора формы выполняли уложенные перпендикулярно друг другу длинные человеческие или конские волосы, зафиксированные лаком. Шаблоны вырезались ножами из тонкой, хорошо пропитанной клеевым составом бумаги. Затем на запечатываемый материал тампонами, пропитанными краской, набивались декоративные, как правило растительные мотивы. Нередко на ткань наносили сложные многоцветные композиции, требовавшие вырезания четырёх — пяти трафаретов.
В Европу японские трафареты впервые попали во второй половине XIX века в пору начинавшегося увлечения искусством этой страны, вместе с гравюрами «укиё-э», керамикой и предметами прикладного искусства. В числе прочего, орнаментальные мотивы разрабатывавшиеся в катагами, оказали влияние на творчество художников Ар Нуво, на формирование такого явления, как «японизм»
С точки зрения технологии трафареты исэ-катагами являются предшественниками шелкографии
В настоящее время основное производство исэ-катагами сосредоточено в городе Судзука.

## Мастера
Наиболее известные мастера исэ-катагами:
Хидэкити Накадзима (яп. 中島秀吉, 1883—1968), Байкэн Рокутани (яп. 六谷梅軒, 1907—1973), Ёсимацу Намбу (яп. 南部芳松, 1894—1976), Юдзиро Накамура (яп. 中村勇二郎, 1902—1985), Хироси Кодама (яп. 児玉博, 1909—1992), Миэ Ёногути (яп. 城ノ口みゑ, 1917—2003). Они были признаны живыми национальными сокровищами.
Ассоциация по сохранению исэ-катагами (яп. 伊勢型紙技術保存会) была основана в 1992 году. В 1993 году исэ-катагами был признан важным нематериальным культурным достоянием (яп. 重要無形文化財).
В 1997 году в Судзуке открылся Музей трафаретов исэ-катагами.

## Музейные коллекции
- Музей прикладного искусства в Дрездене. Специалист по искусству Восточной Азии, Герман Пахтер, продал коллекцию, насчитывающую около 16 000 листов, Художественному музею Дрездена в 1889 году за 2400 марок. Листы могут происходить из коллекции жившего в Японии переводчика, дипломата и коллекционера произведений искусства Александра фон Зибольда; однако потеря документов о приобретении во время войны не позволяет получить документальные свидетельства происхождения[13].
- Венский музей прикладного искусства (МАК). Коллекция музея насчитывает более 8000 экземпляров катагами, которые вдохновляли художников из Венских мастерских, таких как Йозеф Хоффманн и других. В 2018 году в онлайн-базе данных МАК было опубликовано более 600 катагами с подробными описаниями[14].
- Музей домашнего дизайна и архитектуры (MoDA) Университета Мидлсекса: около 400 катагами, которые являются частью коллекции Silver Studio. Они были в числе тех произведений искусства, которые собрал ещё Артур Сильвер (1853—1896) как вдохновляющие образцы для создания дизайна обоев и текстиля[15].